# Альберт II (граф Горицы)
Альберт II (нем. Albert II von Görtz; ок. 1280—1325/27) — граф части Горицы с владениями в Пустертале, с 1323 года регент графства Горицы при своём несовершеннолетнем племяннике Иоганне Генрихе. Младший сын Альберта I фон Гёрца и его второй жены Евфемии фон Ортенбург.

## Биография
В 1304 году после смерти отца унаследовал небольшие владения в Пустертале, однако в документах называется с титулом графа Горицы. Также с 1307 года получал половину доходов от фогства в монастыре Мильштадт, и в 1308 году вместе с братом Генрихом III унаследовал часть владений графов Хиршберг.
С его согласия брат в 1310 году продал Кастельнуово графам да Камино.
С 1323 года регент при своём несовершеннолетнем племяннике Иоганне Генрихе, после смерти которого Горицу унаследовали сыновья Альберта II.

## Семья
Первая жена (брачный контракт от 17 марта 1299) — Елизавета Гессенская, дочь ландграфа Генриха I Дитя. От неё дети:
- Елизавета, мужья — графы Герман фон Хойнбург и Вильгельм фон Шаумберг;
- Катарина, муж — Ульрих фон Тауферс;
- Клара, муж — Хердеген фон Петтау;
- Катарина, муж — Ульрих фон Вальзе, имперский викарий Тревизо;
- Альберт III (ум. 1365), с 1338 граф Горицы, с 1339 пфальцграф Каринтии.

Овдовев, Альберт II не позднее 1313 года женился на Офмеи (Еуфемии) Утельхильде фон Метш, дочери Ульриха II, фогта фон Метш. От неё дети:
- Генрих V (ум. 1361/62), граф Горицы;
- Мейнхард VI (ум. 1385), граф Горицы;
- Маргарита, жена графа Рудольфа фон Ортенбурга.